# За Божия град
„За Божия град срещу езичниците“ (на латински: De Civitate Dei contra Paganos) е книга, написана на латински от Августин от Хипон в началото на 5 век, занимаваща се с въпроси, свързани с Бог, мъченичеството, евреите, и други аспекти на християнската философия. „За Божия град“ е едно от големите произведения на Августин заедно с „Изповеди“, „За християнската доктрина“ и „За троицата“. Августин е най-влиятелният Отец на Църквата на Запад, и чрез западното християнство „Божият град“ дълбоко повлиява западната цивилизация.
Августин пише този трактат, за да обясни връзката на християнството с конкурентни религии и философии, и с римското правителство, с което все по-често се преплитат. „За Божия град“ е написан веднага след като Рим е разграбен от вестготите през 410 г. – събитие, което оставя римляните в състояние на дълбок шок и мнозина виждат в него наказание за изоставянето на традиционната римска религия и приемането на католическото християнство. Именно в тази атмосфера Августин обединява християните, пишейки, че дори господството на империята да е в опасност, то Божият град, в крайна сметка, ще триумфира – очите на Августин са били фиксирани на Небето, тема на много християнски произведения на Късната Античност.
Въпреки обявяването на християнството като официална религия на империята, Августин твърди, че посланието ѝ е повече духовено, отколкото политическо. Християнството, твърди той, трябва да се занимава с мистичното, небесния град, Новия Ерусалим – вместо със земна политика.
Книгата представя историята на човечеството като конфликт между това, което Августин нарича Човешкия град и Божия град (един конфликт, който е предопределен да приключи с победа за последния). Божият град се отличава с хора, които са забравили земното удоволствие, за да се посветят на вечните истини на Бога, разкрити напълно в християнската вяра. Човешкият град, от друга страна, се състои от хора, които са потопени в грижите и удоволствията на настоящето, преходен свят.

## Структура
Августин дава кратко описание на съдържанието на трактата:
| „ | Най-после това велико предприятие бе най-сетне завършено в двадесет и две книги. Първите пет опровергават тези, които си въобразяват, че политеистичното поклонение е необходимо, за да се осигури светски просперитет и, че всички тези огромни бедствия ни сполетяват вследствие на неговата забрана. В следващите пет книги се обръщам към тези, които признават, че такива бедствия са сполетявали постоянно и ще сполетяват човешката раса, и че те постоянно се повтарят във форми, повече или по-малко катастрофални, варират само в местата, случаите, както и лицата, които засягат, но докато приемат това, от друга страна поддържат тезата, че кланянето на боговете е изгодно за бъдещия ни живот. Но за да няма никой повод да каже, че въпреки че съм опровергал догмите на други хора, съм пропуснал да установя своя собствена – аз съм посветил на това втората част от тази работа, която се състои от дванадесет книги, въпреки че не съм колебал при подходящ случай да изразя собствените си мнения в първите десет книги, нито да опровергая аргументите на моите опоненти в последните дванадесет. От тези дванадесет книги, първите четири съдържат информация за произхода на тези два града – Божият град и Градът на света. Вторите четири засягат тяхната история и прогрес, а последни четири – заслужените им съдби. | “ |

Така „За Божия град“ може да бъде разделена на две части. Част I, състояща се от Книги I-X, е полемична като стил и е посветена предимно на критика на римските култове и нрави (Книга I-V) и на езическата философия (Книга VI-X). Търкувателите обикновено смятат, че тези първи 10 книги отговарят на Земния град, противопостовен на Божествения град, описан в част ІІ, която обхваща останалите 12 книги. В Част II Августин представя строен разказ за връзката между Божия град и подчинения му Земен град.
Част I (Книги I-X):
a) Книги I-V: критика на Рим
b) Книги VI-X: критика на езическата философия
Част II (Книги XI-XXII):
c) Книги XI-XIV: произход на двата град
d) Книги XV-XVIII: тяхната история и прогрес
e) Книги XIX-XXII: техните заслужени съдби

## Преводи на български език
- „За Божия град“, издателство „Захарий Стоянов“, том втори, София, 2008, преводач Доротея Валентинова, ISBN 978-954-09-0114-5
- „За Божия град“, издателство „Захарий Стоянов“, том първи, София, 2005, преводач Доротея Валентинова, ISBN 978-954-09-0114-5